# El giravolt de maig
El giravolt de maig (título original en catalán; literalmente "La voltereta de mayo") es una ópera en un acto con música de Eduard Toldrà y libreto de Josep Carner y figurines de Xavier Nogués. Se estrenó en el Palacio de la Música Catalana de Barcelona, el 27 de octubre de 1928. Posteriormente se interpretó en el Liceo de Barcelona el 12 de abril de 1938. Es una irónica glosa del regreso al orden después de sentir las tentaciones del cambio y la aventura.

## Grabaciones
Grabada dentro de la Antología histórica de la música catalana por Anna Ricci, Bartomeu Bardagí, Raimon Torres y Francesca Callao, entre otros. En el año 2008 se ha editado una nueva versión en Harmonia Mundi bajo la dirección de Antoni Ros Marbà con las voces de Núria Rial, Marisa Martins, David Alegret, Joan Cabero y otros. 	